# Tetsuya Okayama
Tetsuya Okayama (岡山 哲也 Okayama Tetsuya?, nacido el 27 de agosto de 1973 en Nakamura-ku, Nagoya, Aichi) es un exfutbolista japonés. Jugaba de centrocampista y su último club fue el Albirex Niigata Singapur.

## Trayectoria

### Clubes
| Club                     | País     | Año         |
| ------------------------ | -------- | ----------- |
| Nagoya Grampus Eight     | Japón    | 1992 - 2004 |
| Albirex Niigata          | Japón    | 2005 - 2006 |
| Albirex Niigata Singapur | Singapur | 2007 - 2008 |

## Palmarés

### Títulos nacionales
| Título             | Club                 | País  | Año  |
| ------------------ | -------------------- | ----- | ---- |
| Copa del Emperador | Nagoya Grampus Eight | Japón | 1995 |
| Copa del Emperador | Nagoya Grampus Eight | Japón | 1999 |